# Aderlan Santos
Aderlan Leandro de Jesús Santos  (Salgueiro, 9 de abril de 1989) es un futbolista profesional brasileño que milita en el AVS Futebol SAD de la Primeira Liga.

## Carrera

### Inicios
Inició su carrera desde niño en la Escolinha de Futebol do Tetê de Salgueiro, su ciudad natal, hasta que en 2005, con 16 años, el Salgueiro Atlético Clube lo incorporó a su cantera y debutó con el primer equipo en 2008. Tras jugar cedido en el Araripina Futebol Clube dio el salto al fútbol portugués en 2010 fichando por el Clube Desportivo Trofense de la Segunda División de Portugal. El primer año sufrió una importante lesión, pero en su segunda temporada se convirtió en un fijo indiscutible en el once titular, razón por la cual fue contratado en 2012 por el SC Braga.

### SC Braga
Empezó en jugando en 2012 en el equipo filial, el SC Braga B de la Segunda División, pero en febrero de 2013 empezó a ser convocado por el primer equipo del SC Braga, debutando en la Primera División de Portugal el 9 de marzo de 2013 en la 22.ª jornada contra el Marítimo de Funchal. Fue titular ya en todos los encuentros hasta el final de la temporada, marcando un gol el 3 de mayo frente a Moreirense FC y conquistando su primer título, la Copa de la Liga el 13 de abril de 2013 ganando en la final al FC Porto y jugando el partido completo.
La temporada 2013/14 siguió siendo indiscutible en el once titular del SC Braga y marcó cuatro goles en los 37 partidos oficiales. Jugó su primer partido de competición europea el 22 de agosto de 2013 en la fase previa de la Europa League. 
La campaña 2014/15 mantuvo la tónica de titular indiscutible con 41 partidos oficiales.

### Valencia CF
Llegó a disputar las dos primeras jornadas de la liga 2015/16 con el SC Braga, pero el 27 de agosto se hizo oficial su fichaje por el Valencia Club de Fútbol de la Liga BBVA de España a cambio de 9'5 millones de euros. El club necesitaba cubrir la salida de Otamendi, y la buena relación entre el técnico Nuno y Jorge Mendes propició los fichajes de Aderllan Santos y de Abdennour. Debutó en la Liga con el equipo en la 5.ª jornada el 22 de septiembre siendo titular contra el R. C. D. Espanyol. No tuvo continuidad, pero una lesión de Abdennour propició que fuese el central titular junto a Mustafi durante cinco partidos consecutivos, entre ellos dos de la Champions League, debutando el 20 de octubre contra el KAA Gent. 

### Sao Paulo FC
El 11 de julio de 2017, el Valencia CF anuncia la cesión de Aderlan Santos al Sao Paulo FC hasta el 31 de diciembre de 2018, guardándose el conjunto brasileño una opción de compra.

### Santos
El Santos anunció en diciembre de 2023 el fichaje de Aderlan, procedente del Red Bull Bragantino. Firmará un contrato de un año con el club, hasta finales de 2024.
Rescindió su contrato con el Santos y quedó fuera de los planes del club tras las llegadas de Igor Vinicius y Mayke en este mercado. Aderlan solo jugó tres partidos con el Alvinegro en 2025. Durante su etapa en el Peixe, jugó apenas 19 partidos y dio dos asistencias.

### Sport
Sport fichó oficialmente a Aderlan, quien firmó un contrato con el club hasta el final de la temporada 2025.

## Clubes
- Actualizado el 1 de junio de 2025.

| Club                     | País           | Año       | Partidos | Goles |
| ------------------------ | -------------- | --------- | -------- | ----- |
| Salgueiro A. C.          | Brasil         | 2008-2009 | 4        | 0     |
| Araripina F. C. (cedido) | Brasil         | 2009      |          |       |
| Salgueiro A. C.          | Brasil         | 2010      |          |       |
| C. D. Trofense           | Portugal       | 2010-2012 | 40       | 7     |
| S. C. Braga "B"          | Portugal       | 2012-2013 | 18       | 0     |
| S. C. Braga              | Portugal       | 2013-2015 | 90       | 10    |
| Valencia C. F.           | España         | 2015-2019 | 43       | 1     |
| São Paulo F. C. (cedido) | Brasil         | 2017-2018 | 5        | 0     |
| E. C. Vitória (cedido)   | Brasil         | 2018      | 20       | 1     |
| Al Ahli                  | Arabia Saudita | 2019-2020 | 14       | 1     |
| Rio Ave F. C. (cedido)   | Portugal       | 2019-2020 | 34       | 0     |
| Rio Ave F. C.            | Portugal       | 2020-2025 | 167      | 13    |
| AVS Futebol SAD          | Portugal       | 2025-     | 12       | 0     |